# Temple Bar (Londyn)

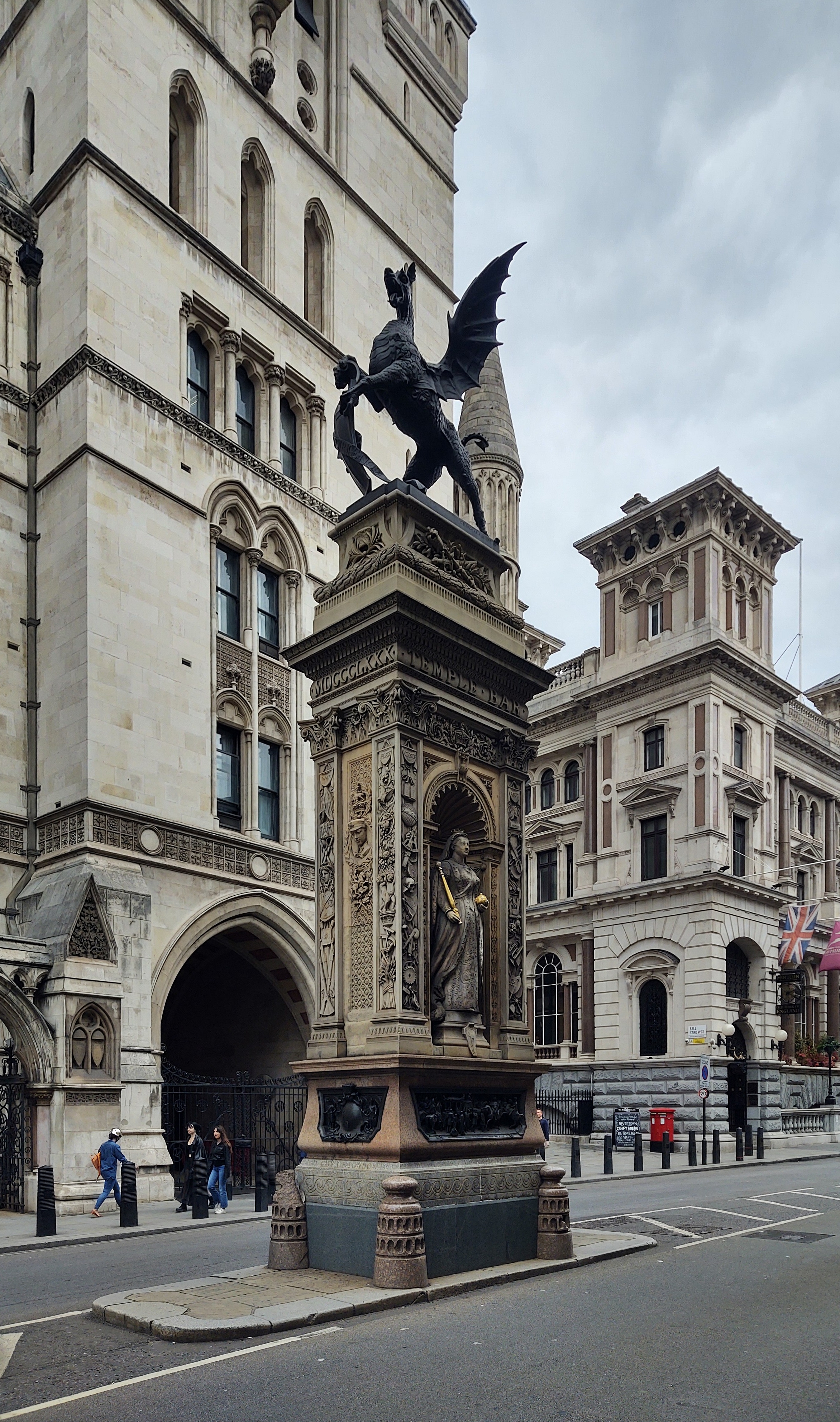
Pomnik Temple Bar Memorial w miejscu dawniej zajmowanym przez bramę

Temple Bar – dawna brama wjazdowa do londyńskiego City, która znajdowała się na jego zachodnim skraju, na styku ulic Fleet Street i Strand, tworzących główny trakt łączący City z Westminsterem. Brama została zdemontowana w XIX wieku, a w jej miejscu znajduje się pomnik Temple Bar Memorial. Zrekonstruowany budynek bramy z XVII wieku znajduje się od 2004 roku naprzeciw katedry św. Pawła, u wejścia na plac Paternoster Square, kilkaset metrów na wschód od pierwotnej lokalizacji.

## Historia
Najstarsza wzmianka o bramie w tym miejscu pochodzi z około 1183 roku. Prawdopodobnie miała ona początkowo postać łańcucha przewieszonego pomiędzy dwoma drewnianymi słupami. Swoją nazwę wzięła od sąsiadującej z nią dzielnicy Temple, oraz słowa bar oznaczającego barierę, przegrodę. Nie później niż w 1351 roku wybudowano drewnianą bramę, a nad nią niewielkie więzienie. Budowla przetrwała wielki pożar Londynu (1666), jednak popadła w zaniedbanie, w związku z czym rozebrano ją w 1669 roku. Kilka lat później w jej miejscu wzniesiono nową bramę, wykonaną z wapienia portlandzkiego. Autorem projektu najprawdopodobniej był Christopher Wren. W części środkowej znajdował się szeroki przejazd dla pojazdów zaprzęgowych, a po obu jego stronach węższe przejścia dla pieszych. Nad poziomem ulicy bramę zdobiły umieszczone w niszach pomniki: na stronie zachodniej – królów Karola I i Karola II, na stronie wschodniej – króla Jakuba I i królowej Anny Duńskiej.
W XVII i XVIII wieku na bramie wywieszane były na widok publiczny głowy bądź poćwiartowane ciała zdrajców korony. Po raz pierwszy w 1684 roku – Thomasa Armstronga, uczestnika spisku z Rye House, po raz ostatni w 1746 roku – Francisa Towneleya, który brał udział w powstaniu jakobickim. W sąsiedztwie bramy znajdował się gąsior, w który zakuci zostali m.in. Titus Oates (1685) oraz Daniel Defoe (1703).
Temple Bar jako jedyna spośród ośmiu londyńskich bram przetrwała do końca XVIII wieku. Niemniej jednak problemy strukturalne budowli, plany budowy w jej bezpośrednim sąsiedztwie gmachu sądów najwyższych (Royal Courts of Justice) oraz narastające natężenie ruchu na przebiegającej przez bramę ulicy ostatecznie przyczyniły się do decyzji o jej rozbiórce, którą przeprowadzono w 1878 roku w sposób mający pozwolić na jej późniejszą odbudowę w innym miejscu. Kamienie i inne elementy budowlane przechowywane były przez dziesięć lat w składzie przy Farringdon Street, kiedy to z inicjatywy Valerie Meux (lady Meux) brama została odbudowana na terenie należącej do jej męża posiadłości Theobalds Park, koło Cheshunt. Z czasem budowla zaczęła popadać w ruinę. Od 1976 roku prowadzone były starania na rzecz jej ponownej rozbiórki i odbudowy na terenie Londynu. Nastąpiło to w 2004 roku, kiedy to odnowioną bramę wzniesiono u wejścia na plac Paternoster Square. W 2010 roku wpisana została do rejestru zabytkowych budynków jako obiekt klasy I.
W 1880 roku w miejscu dawniej zajmowanym przez bramę wzniesiony został pomnik, Temple Bar Memorial, zaprojektowany przez Horace’a Jonesa. Pomnik ma postać cokołu zwieńczonego posągiem smoka (symbol City of London), w niszach którego umieszczone są posągi ówcześnie panującej królowej Wiktorii oraz Edwarda, księcia Walii (późniejszego króla Edwarda VII). Pomnik jest zabytkiem klasy II.
Zgodnie ze zwyczajem, każda wizyta monarchy w City of London poprzedzona jest krótką ceremonią, podczas której orszak zatrzymuje się w miejscu, gdzie dawniej znajdowała się brama. Lord mer Londynu udziela monarsze pozwolenia na wkroczenie do City, jednocześnie oferując ceremonialny miecz, symbolizujący lojalność miasta. Tradycja sięga 1588 roku, kiedy Elżbieta I zmierzała do katedry św. Pawła, aby złożyć dziękczynienie za zwycięstwo nad hiszpańską Wielką Armadą. Pierwotnie monarcha pozostawał w posiadaniu miecza na czas wizyty, jednak odkąd w 1646 roku Karol I Stuart zwrócił go tuż po otrzymaniu, zwyczajem jest, że monarcha jedynie dotyka broni, po czym lord mer niesie ją na czele orszaku.

## Galeria

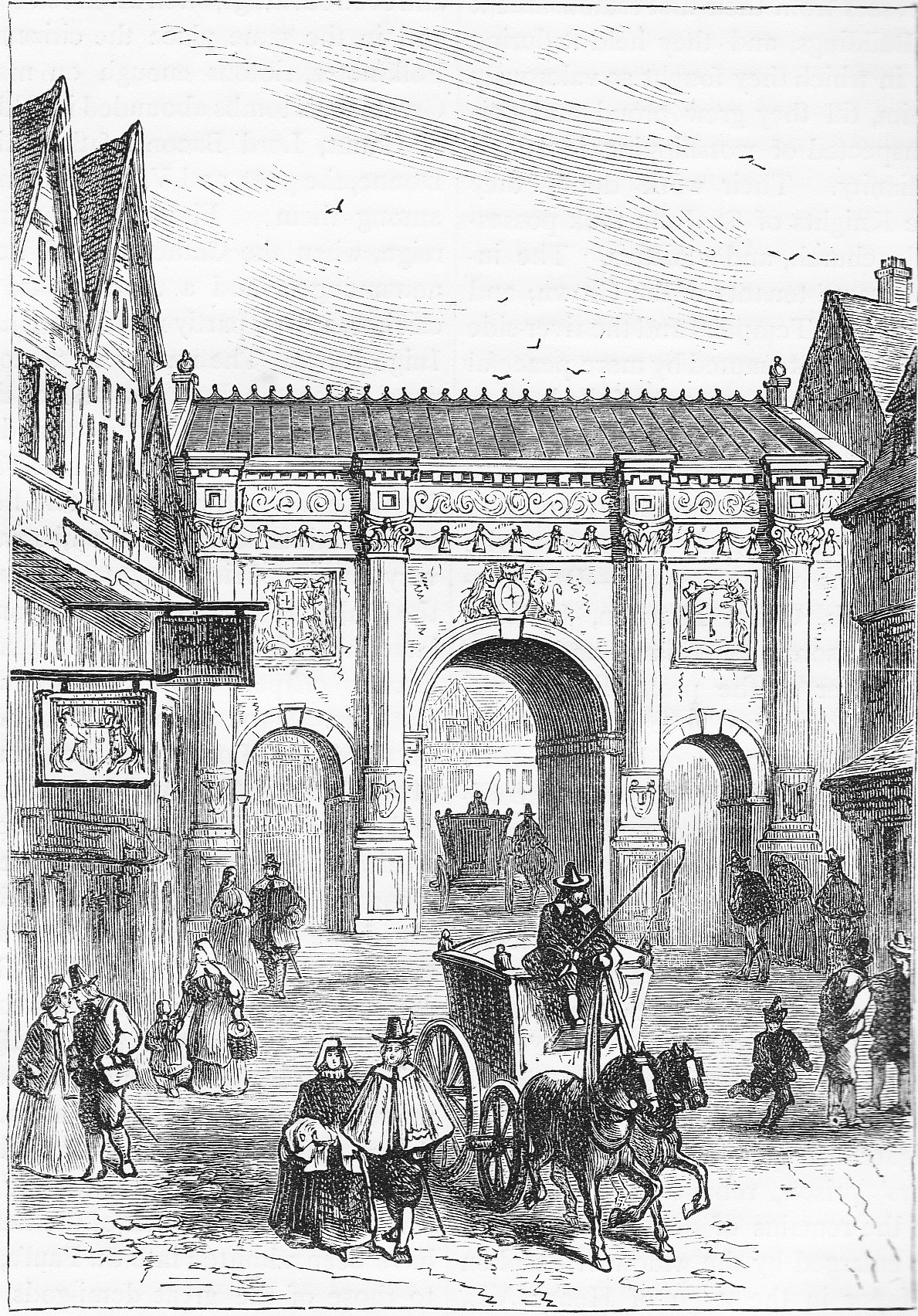
Drewniany budynek bramy sprzed 1669 r.
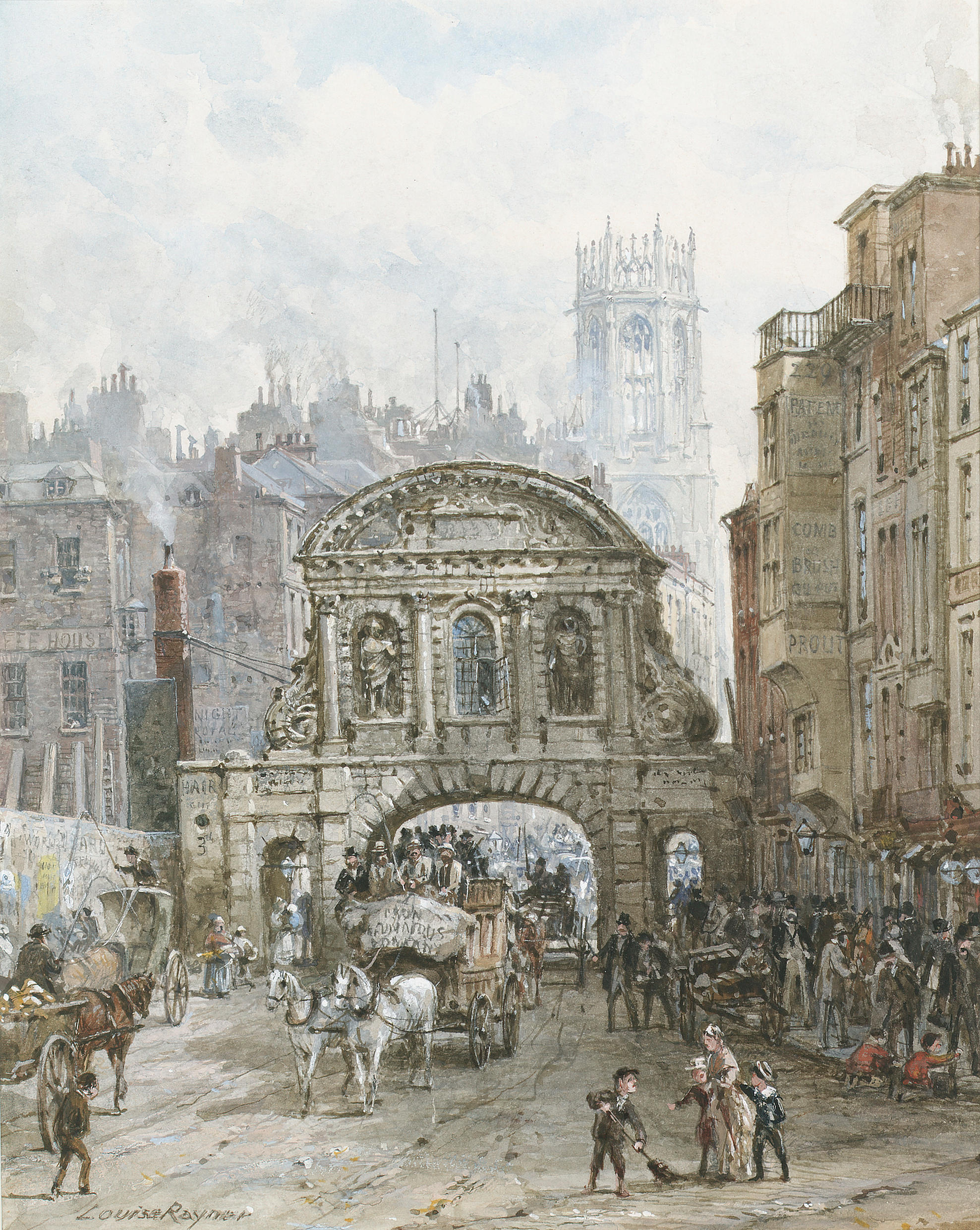
Temple Bar w XIX wieku na obrazie autorstwa Louise Rayner(inne języki)
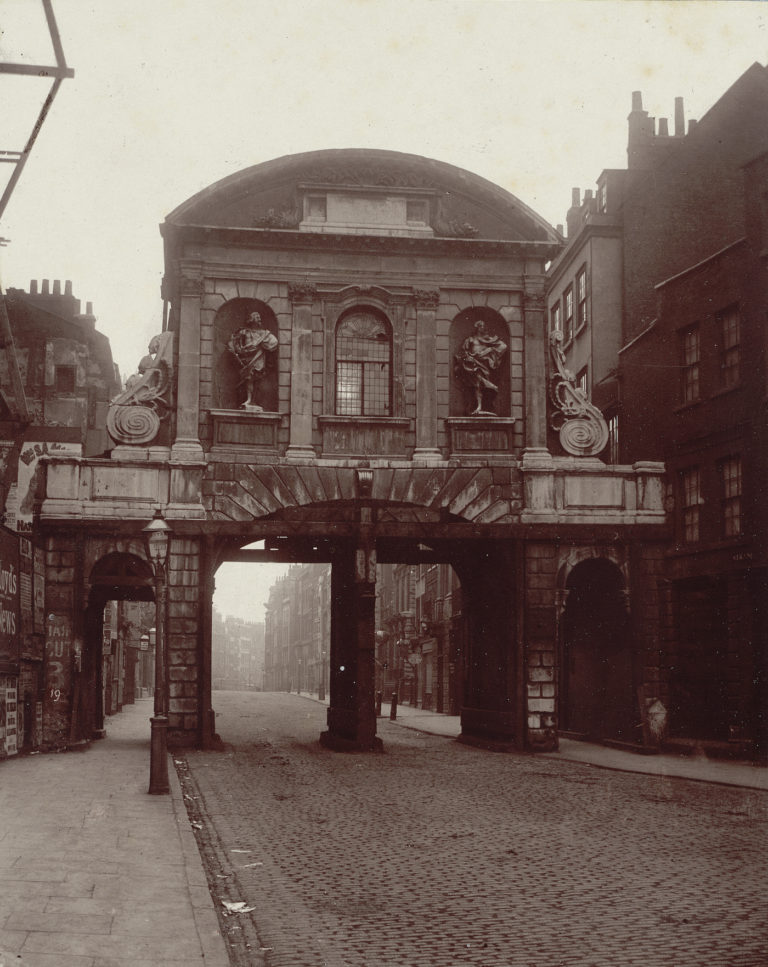
Temple Bar przed rozbiórką w 1878 r.
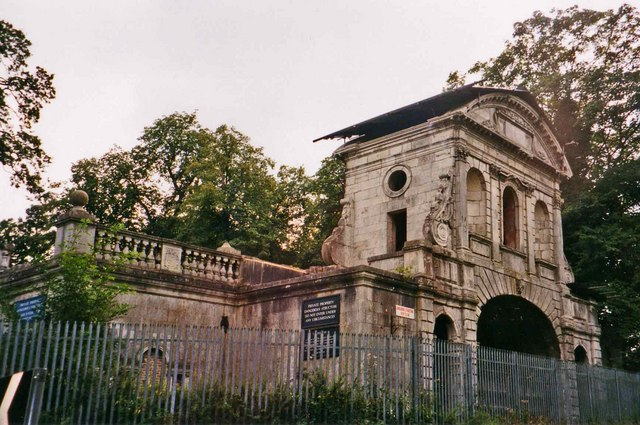
Temple Bar w ruinie na terenie posiadłości Theobalds Park, 1999 r.
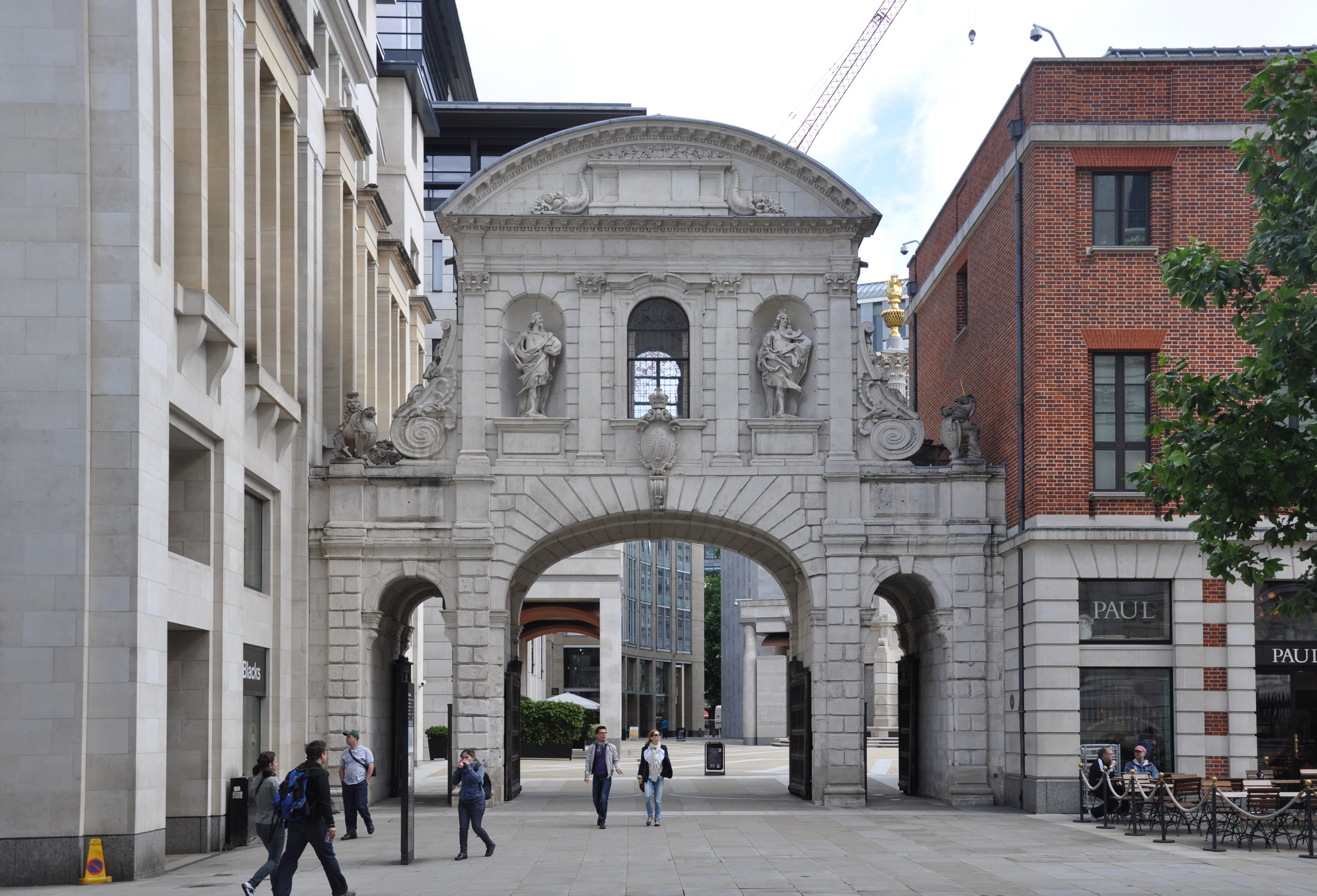
Zrekonstruowana brama u wejścia na Paternoster Square